# Bamba (Bubanza)
Bamba ist ein Dorf im Nordwesten von Burundi in der Provinz Bubanza.

## Geografie
Der Ort liegt im zentralen Teil der Provinz, im Kreis Ntamba und der Gemeinde Musigati, auf einer Höhe von ca. 1550 Metern über dem Meeresspiegel.